# Eucosmophora eurychalca
Eucosmophora eurychalca là một loài bướm đêm thuộc họ Gracillariidae. Loài này có ở Brasil.
Chiều dài cánh trước là 3 mm đối với con đựcs.